# Закиров, Ильфат Индулисович
Ильфат Индулисович Закиров (9 февраля 1970 — 14 марта 2000) — Герой Российской Федерации, в звании старшего лейтенанта командовал штурмовой группой отдела специального назначения «Кречет», принимавшей участие в боевых действиях в Чеченской республике.

## Биография
Ильфат Закиров родился 9 февраля 1970 года в городе Ижевск, учился в школе № 55 г. Ижевска. До призыва на срочную военную службу был преподавателем самбо в ДЮСШ. В 1988 году был призван в армию, уволен в запас в 1990 году, после чего работал тренером-преподавателем в ДЮСШ № 4 города Ижевска. Ильфат был кандидатом в мастера спорта по дзюдо.

### Военная служба
В 1991 году Закиров поступил на службу в органы МВД РФ и стал снайпером отряда спецназа Управления исполнения наказаний по Удмуртии. В 1995 году — первая командировка в «горячую точку» на Северный Кавказ. Ильфат был назначен командиром взвода спецназа. В августе — сентябре 1999 года он принял участие в боях с чеченскими боевиками в Дагестане. В третий раз старший лейтенант Ильфат Закиров уехал в командировку в январе 2000 года.

### Гибель
14 марта 2000 года, выполняя боевой приказ командования федеральных сил в селе Комсомольское Урус-Мартановского района Чеченской республики, был тяжело ранен, однако продолжал вести огонь, давая своему подразделению возможность эвакуироваться. Ранение оказалось смертельным. Ценой своей жизни Ильфат спас жизни своих товарищей. Похоронен в городе Ижевск.
Указом Президента Российской Федерации от 12 февраля 2001 года старшему лейтенанту Закирову Ильфату Индулисовичу присвоено звание Героя Российской Федерации (посмертно).

## Память

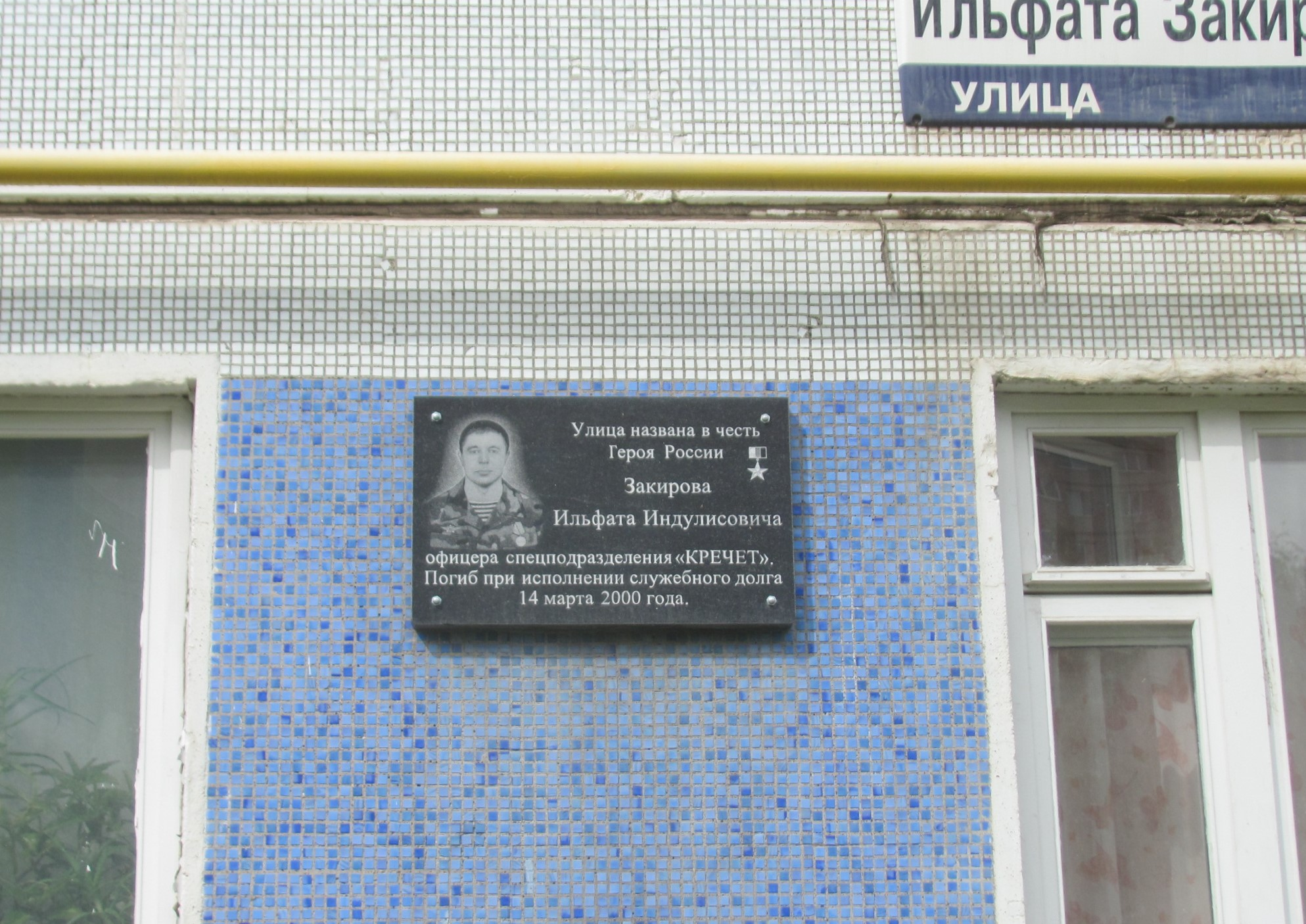
Памятная доска на доме №18.

В 2003 году одна из новых улиц Ижевска была названа в честь Закирова; школа № 55, в которой учился Ильфат, также носит его имя. В память об Ильфате Закирове в Ижевске с 2004 года проводится ежегодный Всероссийский турнир по дзюдо.